# ARA Tierra del Fuego (M-4)
El ARA Tierra del Fuego (M-4) fue un dragaminas perteneciente a la clase Ton originalmente construido como HMS Bevington (M1108).

## Construcción y características
Este dragaminas de la clase Ton fue construido por Whites a mediados de la década de 1950. El buque desplazaba 360 toneladas con carga estándar y 440 t con plena carga. Tenía una eslora de 46,6 metros, una manga de 8,4 m y un calado de 2,5 m. Era impulsado por dos motores diésel de 3000 caballos de fuerza de vapor (bhp), que le permitían desarrollar una velocidad de 15 nudos.

## Servicio
El HMS Bevington (M1108) sirvió en la Marina Real entre mediados de los años cincuenta hasta mediados de la década de 1960.
En 1967 el Gobierno de Argentina compró al Bevington junto a otras cinco unidades de la misma clase. En 1968, la Armada Argentina se hizo del buque. El buque se incorporó a la División Barreminas, Escuadrilla de Minado y Antiminado, Flota de Mar, junto al ARA Neuquén, el ARA Río Negro y el ARA Chubut.